# Pinilla del Olmo
Pinilla del Olmo  es una localidad de la provincia de Soria, partido judicial de Almazán, comunidad autónoma de Castilla y León, España. Pueblo de la comarca de Almazán que pertenece al municipio de Baraona.

## Geografía
Esta pequeña población del antiguo ducado de Medinaceli está ubicado en Los Altos de Barahona.

## Historia
A la caída del Antiguo Régimen la localidad se constituye en municipio constitucional en la región de Castilla la Vieja que en el censo de 1842 contaba con 44 hogares y 170 vecinos.
La localidad aparece descrita en el decimotercer volumen del Diccionario geográfico-estadístico-histórico de España y sus posesiones de Ultramar de Pascual Madoz de la siguiente manera:

PINILLA DEL OLMO: l. con ayunt en la prov. de Soria (12 1/2 leg.), parí jud. de Medinaceli (4), aud. terr. y c. g. de Burgos (31), dióc. de Sigüenza (5): sit. en alto, con buena ventilacion y clima frio, pero sano. Tiene 47 casas, la consistorial que sirve de cárcel y escuela de instruccion primaria, á la que asisten 18 alumnos, dotada con 20 fan. de trigo, la retribucion de los discípulos y 22 rs. del fondo de propios, y una igl. parr. (Ntra. Sra. del Campo) servida por un cura y un sacristan. El térm. confina con los de Baraona, Romanillos, Mezquetillas y Jodra de Cardos; dentro de él se encuentra una fuente de esquisitas aguas, y una ermita (La Soledad). El terreno es de secano, fuerte y de buena calidad; comprende un monte de encina y varios prados naturales. caminos: los locales, de herradura y en mediano estado. El correo se recibe y despacha en Almazan. prod.: trigo, cebada, avena, judias, garbanzos y otras legumbres, hortalizas, patatas, nabos, leñas de combustible y yerbas de pasto y siego, con las que se mantiene ganado lanar, vacuno, mular, asnal y de cerda; abunda la caza de perdices, palomas y conejos. ind.: la agrícola y recriacion do ganados. pobl.: 44 vec, 170 alm. cap. prod.: 95,747 rs., 6 mrs. imp.: 40,783 rs., 20 mrs.
(Madoz, 1849, p. 36)

A finales del siglo XX este municipio desaparece porque se integra en el municipio de Baraona, contaba entonces con 29 hogares y 118 habitantes.

## Geografía humana

### Demografía
| Gráfica de evolución demográfica de Pinilla del Olmo entre 1842 y 1960 |
| |
| Población de derecho según los censos de población del INE Población de hecho según los censos de población del INEEntre el censo de 1970 y el anterior, este municipio desaparece porque se integra en el municipio 42029 (Barahona) |

En el año 1981 contaba con 32 habitantes, concentrados en el núcleo principal, pasando a 11 en 2010, 6 varones y 5 mujeres.
| Gráfica de evolución demográfica de Pinilla del Olmo entre 2000 y 2010                           |
|                                                                                                  |
| Población de derecho (2000-2010) según los censos de población del INE a 1 de enero de cada año. |

## Patrimonio
- Ermita de la Soledad.[6]